# 長谷川晃 (物理学者)

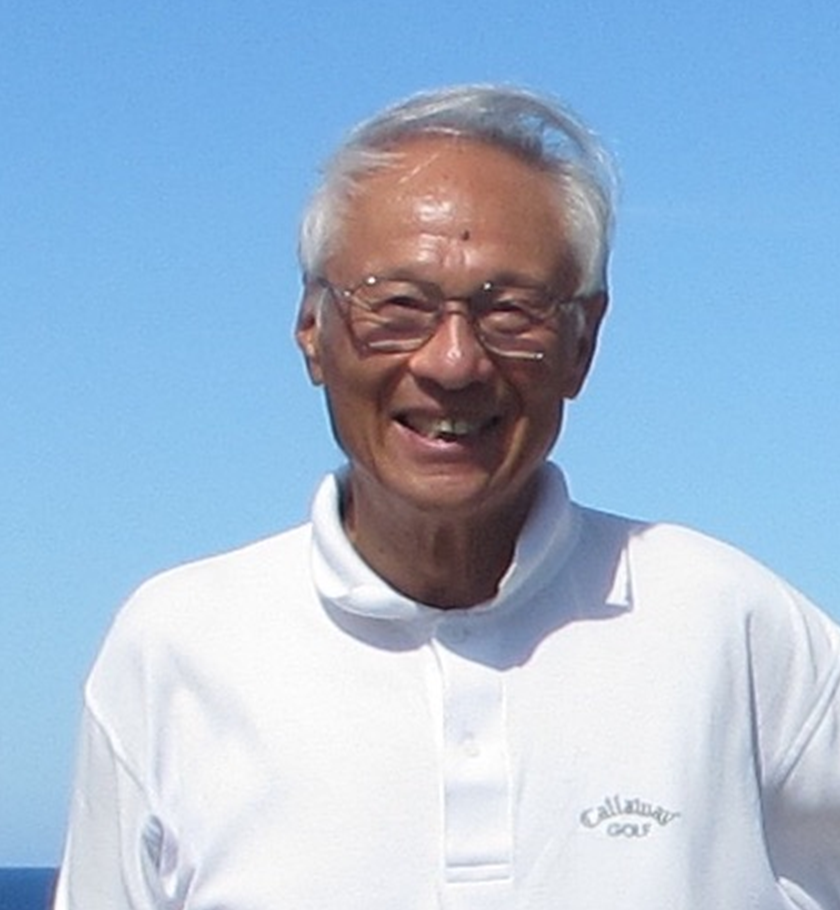
長谷川晃

長谷川 晃（はせがわ あきら、1934年6月17日 - 2025年6月22日）は、日本の物理学者。大阪大学名誉教授。専門は光通信工学、プラズマ物理学、非線形光学、地球物理学。日米関係などの社会学の著作もある。東京生まれ、兵庫県芦屋市出身。

## 来歴・人物

### 学歴
- 1957年03月 - 大阪大学工学部通信工学科卒業
- 1959年03月 - 大阪大学大学院工学研究科通信工学専攻修士課程修了
- 1964年8月 - カリフォルニア大学大学院バークレー校電気工学科博士課程修了、哲学博士(Ph.D)
- 1967年4月 - 理学博士(名古屋大学)

### 職歴
- 1959年04月 - 松下電子工業（株）研究所研究員
- 1964年09月 - 大阪大学基礎工学部助教授[1]
- 1969年02月 - 米国ベル研究所特別研究員
- 1971年09月 - 米国コロンビア大学応用物理学部併任教授
- 1982年03月 - スイスローザンヌ工科大学客員教授
- 1991年09月 - 大阪大学工学部通信工学科教授[1]
- 1998年04月 - 高知工科大学工学部電子・光システム工学科研究教授
- 1998年04月 - NTT先端基礎技術総合研究所コンサルタント
- 1998年04月 - 神戸女子大学講師
- 1998年04月 - ソリトン通信設立
- 2000年04月 - 姫路獨協大学特別教授
- 2002年03月 - 米国カリフォルニア大学客員教授
- 2002年04月 - 英国BTG Internationalコンサルタント
- 2002年09月 - 中国天津大学客座教授
- 2006年09月 - 中国浙江大学客座教授
- 2008年04月 - 大阪大学名誉教授
- 2024年06月 - 骨髄異形成症候群に診断された[2]。
- 2025年06月22日 - 91歳で死去[2]。

## 所属学会
- 米国物理学会フェロー
- IEEEライフフェロー

## 主な研究業績
- プラズマ中のBuchsbaum-Hasegawa共鳴現象の発見
- Kinetic Alfven波の発見
- 光情報伝送に関する基礎方程式の導出、および光ソリトンの発見とその超高速通信への応用
- 地磁気の共鳴発生現象の解明
- プラズマ乱流を記述する長谷川―三間方程式および長谷川―若谷方程式の導出、およびプラズマ中の帯状流の発生現象の発見
- 双極子磁場を用いたプラズマ閉じ込め装置の発明　　など。

## 受賞歴
- 平成3年2月 - 英国ランク賞（サッチャー元英国首相から受賞）[1]
- 平成5年6月 - 郵政省志田林三郎賞（小泉郵政相から受賞）[1]
- 平成5年10月 - 服部報公賞[1]
- 平成7年9月 - 仏国ダビンチ優秀賞[1]
- 平成7年10月 - C&C賞
- 平成8年5月 - 電子情報通信学会業績賞
- 平成10年5月 - 米国IEEE/LEOS量子エレクトロニクス
- 平成12年10月 - アメリカ物理学会 James Clerk Maxwell Prize for Plasma Physics
- 平成13年6月 - 総務大臣表彰
- 平成20年6月 - 日本学士院賞
- 平成22年5月 - 瑞宝中綬章[4]
- 平成23年6月 - 欧州物理学会 Hans Alfvén賞

## 著書
- 『アメリカは大丈夫か』（太陽企画出版、1987年）
- 『君はもっと豊かになれる』（太陽企画出版、1986年）
- 『老子と現代物理学の対話』（PHP研究所）
- 『日本女性が世界を変える』（太陽企画出版、1989年）
- 『日本の根本原理』（太陽企画出版、1990年）
- 『母性の文明　父性の文明』（PHP研究所）
- 『Plasma Instabilities and Nonlinear Effects』（Springer Verlag, 1975年）
- 『Optical Solitons in Fibers』（Springer Verlag, 1989年, 1990年）, 2002年）
- 『Space Plasma Physics』佐藤哲也共著（Springer Verlag, 1989年）
- 『Solitons in Optical Communications』（Oxford University Press, 1995年）
- 『One world of Lao Tsu and Modern Physics』（Tanko-sha, 1993年）
- 『Optical Solitons in Fibers』松本正行共著（Springer 2002年）
- 『工科系の電磁気学』（岩波書店, 1995年）
- 『物理学者長谷川晃の目からウロコの落ちる本　第１巻　生命と健康の話』（Kindle版）

- 『物理学者長谷川晃の目からウロコの落ちる本　第２巻　お金の話』（Kindle版）
- 『物理学者長谷川晃の目からウロコの落ちる本　第３巻　日本女性の為の幸福論』（Kindle版）
- 『物理学者長谷川晃の目からウロコの落ちる本　短編シリーズ　第１弾　アジアの国々で日本人ノーベル賞受賞者数が際立って多いわけ』（Kindle版）
- 『物理学者長谷川晃の目からウロコの落ちる本　短編シリーズ　第２弾　サービス産業の生産性を上げる為の秘訣』（Kindle版）
- 『物理学者長谷川晃の目からウロコの落ちる本　短編シリーズ　第３弾　科学と宗教』（Kindle版）
- 『物理学者長谷川晃の目からウロコの落ちる本　短編シリーズ　第４弾　ワインを楽しむ』（Kindle版）
- 『個人年金積立法: 豊かな老後の資金を用意するために』（Kindle版）
- 『A DIALOGUE WITH ZEN MASTER, KOBORI NAREI SOHAKU: 小堀南嶺宗伯老師との対話 (English Edition)  』（Kindle版）
- 『老子と日本人の心: 英語で読む老子』（Kindle版）
- 『日本の心と形』 （Kindle版） （ペーパーバック版）
- 『論語を英語で読んでみよう！』（Kindle版） （ペーパーバック版）
- 『定年が見えて来た人の資産運用【改訂版】』短編シリーズ（Kindle版）
- 『我がNISA奮闘記: フィボナッチの数列、黄金比と株価予測』短編シリーズ（Kindle版）
- 『舞と踊りと日本文化: 舞は日本固有の文化』短編シリーズ（Kindle版）
- 『個人人間と組織人間: 縄文文化と弥生文』短編シリーズ（Kindle版）
- 『嵐を切り抜けるクリエイティブな資産運用 』短編シリーズ（Kindle版）

## 主な学術論文（約300点）
- 光ソリトンの論文, Applied Physics Letters, 23 (3), 142-144 (1973). 1000件以上の論文に引用
- 地磁気の振動に関する論文, Journal of Geophysical Research, 79 (7), 1024-1032 (1974). 700件以上の論文に引用
- 長谷川－三間方程式の論文, Physics of Fluids, 21 (1), 87-92 (1978). 500件以上の論文に引用

## 主な社会活動等
- NASAガリレオ計画EPDチームメンバー（1985年）
- 米国物理学会プラズマ部会長（1990年）
- 国際高等研究所企画副委員長（1995年）
- NTT顧問（1993年）
- ATR研究技術会議員（1993年）
- 通信放送機構委託研究「トータル光通信技術に関する研究開発」企画推進委員長（1995年）
- 通商産業省新エネルギー開発機構委託研究「新ノード技術に関する研究開発」プロジェクトリーダー（1999年）
- 日本学術振興会研究評価委員（2000年）
- 関西サイエンスフォーラム企画委員（－現在）
- 京都東ロータリークラブメンバー（－現在）
- 科学カフェ京都理事（－現在）
- 京都ギリシャローマ美術館理事（－現在）